# Віллі Бекль
Віллі Бекль  (нім. Willy Böckl, 27 січня 1893 — 22 квітня 1975) — австрійський фігурист, олімпійський медаліст.

## Виступи на Олімпіадах
| Олімпіада        | Дисципліна       | Місце |
| ---------------- | ---------------- | ----- |
| Шамоні 1924      | одиночний розряд | 2     |
| Санкт-Моріц 1928 | одиночний розряд | 2     |